# Jonathan Woolf
Jonathan Woolf (* 13. Februar 1961 in London; † 4. September 2015) war ein britischer Architekt und Universitätsprofessor.

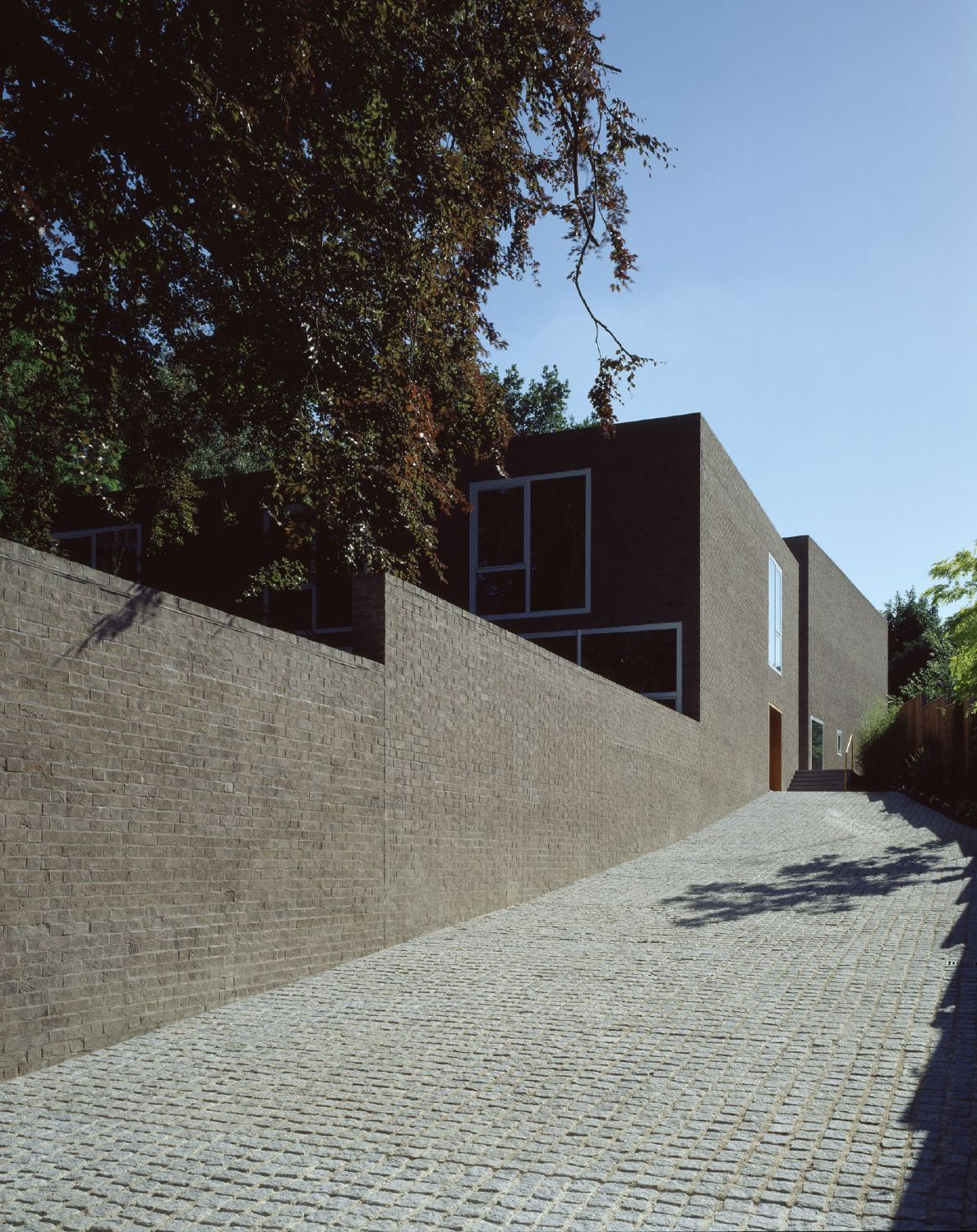
Brick Leaf House, Hampstead

## Werdegang
Jonathan Woolf studierte Architektur an der Kingston School of Architecture u. a. bei Brendan Woods, Werner Kreis und David Dunster. Anschließend arbeitete er in Rom und bei Munkenbeck + Marshall in London. 1991 gründete er ein Architekturbüro in London. Woolf lehrte bei Philippe Barthélémy an der Architectural Association London (1995–98), als Professor an der Scott Sutherland School of Architecture (2003–07), als Gastprofessor an der Accademia di architettura di Mendrisio (2007–09) und als Professor bis zu seinem Tod an der Kingston School of Architecture.

## Bauwerke
Eine Auswahl Woolfs Bauten wurden von Hélène Binet fotografiert.
- 1991: Ijaz Apartment, London
- 1993: The Lion Rooms, London

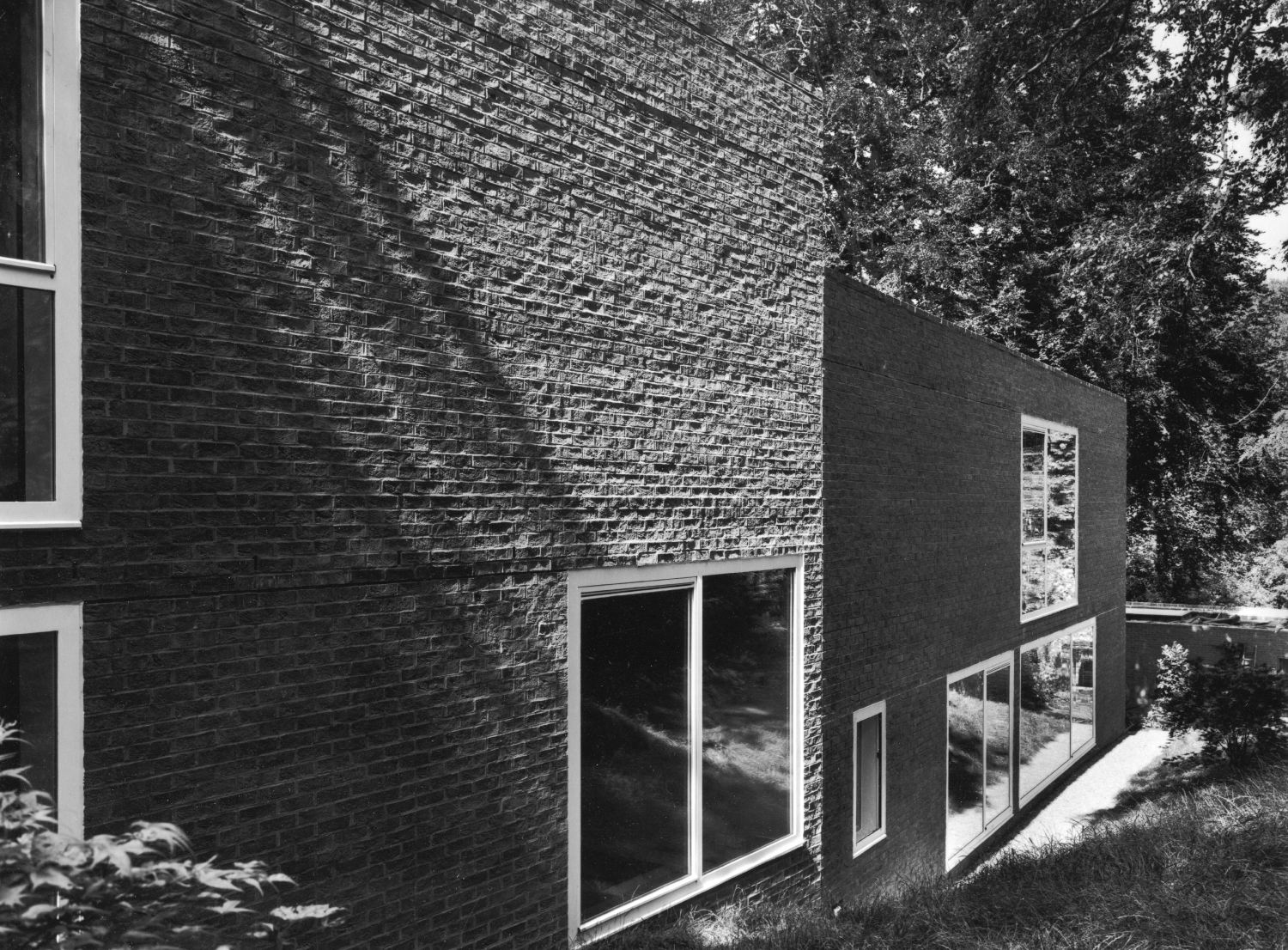
Brick Leaf House, Hampstead

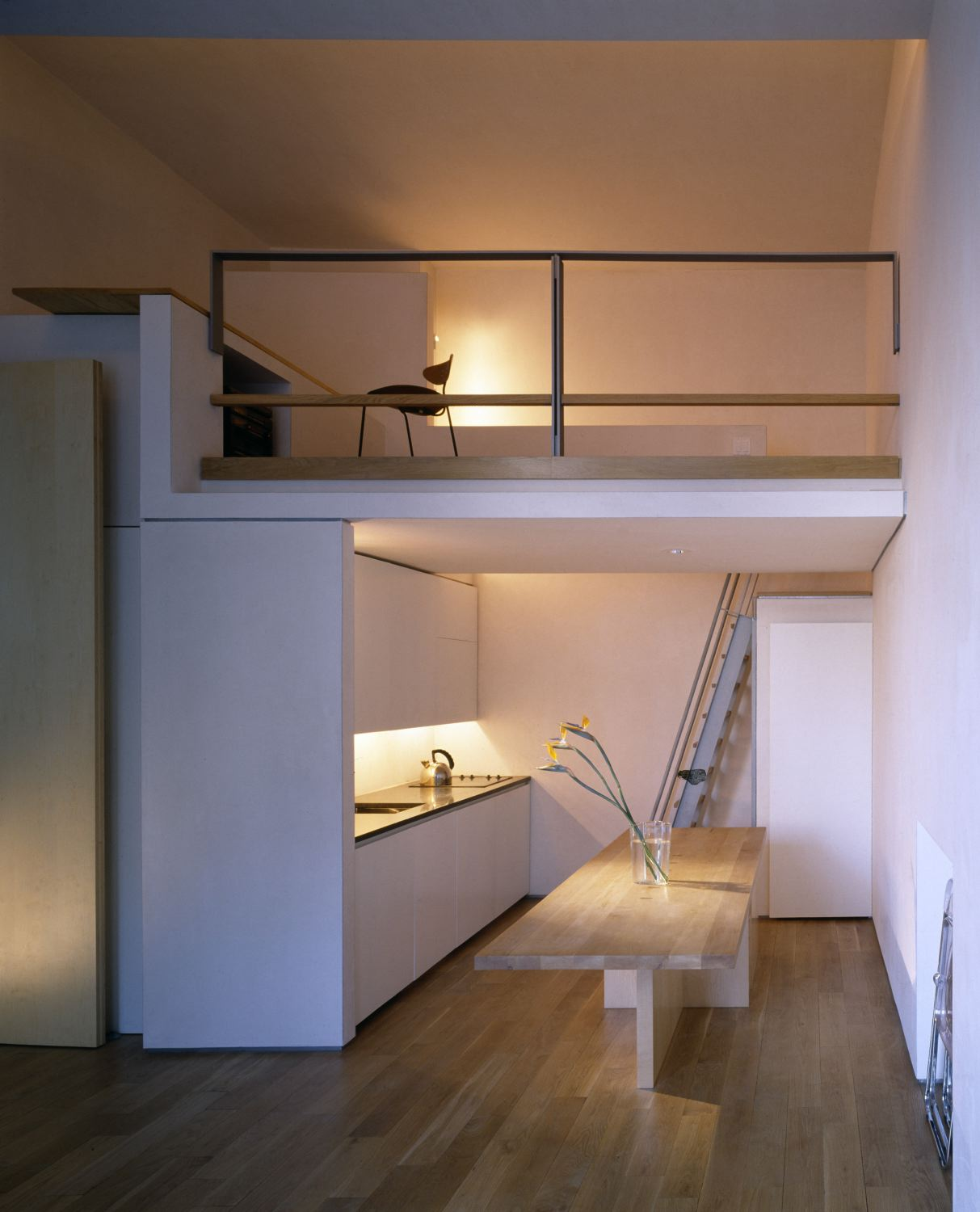
Ijaz Apartment, London

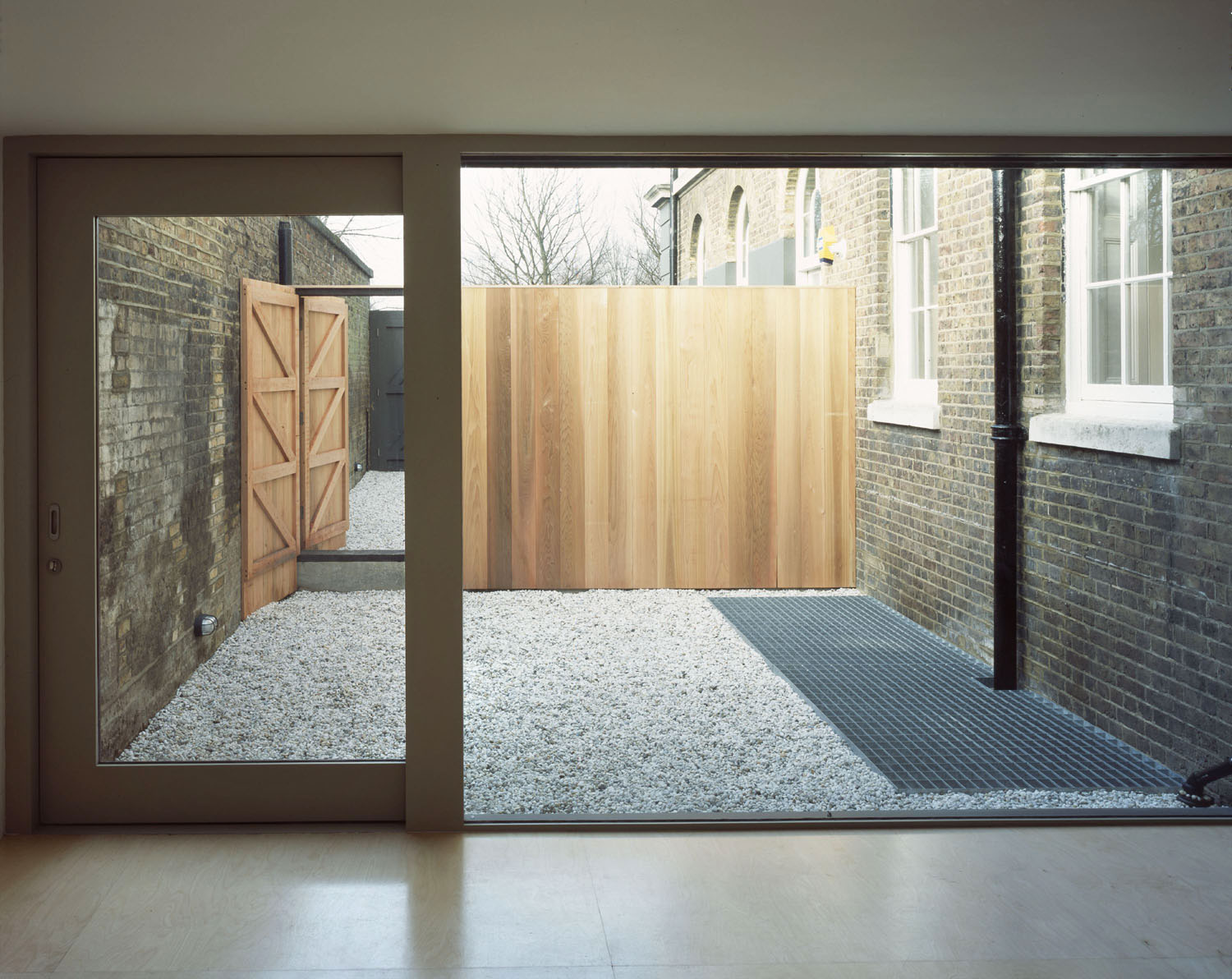
The Lion Rooms, London

- 1993 und 1998: Ziggurat Studio, London
- 1998: Taschenhaus, London
- 1999–03: Brick Leaf House, Hampstead
- 2006: Mayfair-Büros, London
- 2007: Zwei Mayfair-Penthouses, London
- 2007: Monkey Puzzle Pavilion, Aberdeen
- 2008: Bloomsbury Apartments, London
- 2009: Painted House, Golders Green
- 2009–14: Lost Villa, Nairobi[2][3]

## Auszeichnungen und Preise
- 2004: RIBA Award
- 2004: Civic Trust Award
- 2004: Nominierung – Stirling-Preis
- 2004: Building Design Architect of the Year Award
- 2012: Nominierung – Swiss Architectural Award[4]
- 201?: Ehrendoktorwürde der Kingston School of Architecture

## Bücher
- a.mag 09 Jonathan Woolf | Sergison Bates
- Lost Villa 2015
- Heinz Wirz (Hg.): Jonathan Woolf Architects. 4. Band der Reihe De Aedibus International. Quart Verlag, Luzern 2010 mit Beiträgen von Irina Davidovici und Valerio Olgiati
- Ordinary Works, Ausstellungskatalog, London 2010
- Darco Magazine 12. Darco Editions, Matosinhos 2010
- A New English House. Categorical Books, UK 2005